# Kunst
Kunst – osiemnasty album studyjny niemieckiego zespołu industrialnego KMFDM, wydany 26 lutego 2013 roku. Został nagrany w Hamburgu w Niemczech i w Seattle w USA (stan Waszyngton). Okładka albumu po raz kolejny została stworzona przez wieloletniego kolaboranta Aidana Hughesa, poprzez którą wraz z utworem "Pussy Riot" Hughes i Konietzko wyrażają swoją solidarność z kontrowersyjnym zespołem punk-rockowym Pussy Riot.

## Opis
Album Kunst (po niemiecku sztuka) został wydany 26 lutego 2013 roku. Piosenka Pussy Riot wspiera zespół punk-rockowy z Rosji, którego członkinie zostały uwięzione za swoją działalność, a w piosence tytułowej Kunst pojawia się w tekście zdanie Kill Motherf**king Depeche Mode (Zabić skur**syńskie Depeche Mode), które było żartobliwie używane przez KMFDM jako rozwinięcie ich nazwy ze skrótu.

## Lista utworów
1. "Kunst" - 5:01
2. "Ave Maria" - 5:02
3. "Quake" - 4:07
4. "Hello" - 4:25
5. "Next Big Thing" - 4:41
6. "Pussy Riot" - 4:10
7. "Pseudocide" - 3:36
8. "Animal Out" - 5:06
9. "The Mess You Made" (feat. Morlocks) - 6:05
10. "I ♥ Not" - 4:32